# Washington (pirotrasporto)
Il Washington è stato un pirotrasporto, una nave idrografica e la prima nave ospedale della Regia Marina.

## Storia
Costruito nel 1854 per un armatore americano con il nome di Helvetie, originariamente il piroscafo era una nave mercantile. 

### Nell'impresa dei Mille
Ad inizio giugno 1860, durante l'impresa dei Mille, la nave venne acquistata dalla Marina Dittatoriale Siciliana di Giuseppe Garibaldi, che la ribattezzò Washington e la impiegò per il trasporto delle truppe. Il contratto d'acquisto fu firmato a Marsiglia l'8 giugno 1860 da parte dei delegati garibaldini Paolo Orlando e Giuseppe Finzi (con il cittadino statunitense William de Rohan come acquirente fittizio).
Il 21 giugno 1860 la nave trasportò in Sicilia, unitamente ad un altro piroscafo ex americano, il Franklin (ex Amsterdam), ed a due velieri, e sotto la scorta dell'avviso piemontese Gulnara, truppe garibaldine di rinforzo al comando di Giacomo Medici. 
La nave venne utilizzata da Bertani e Garibaldi, segretamente partito dalla Sicilia in un viaggio rischioso, per incontrare il 14 agosto, in Sardegna nel Golfo degli Aranci, i 6.000 volontari della spedizione Pianciani, i quali però erano stati costretti a partire per la Sicilia dalle navi da guerra piemontesi, in quanto Cavour temeva potessero effettuare uno sbarco nello Stato Pontificio per ricongiungersi in Umbria con altri 2.000 volontari di Giovanni Nicotera provenienti dalla Toscana ed altri 1.000 dalle Marche, quindi dirigersi con un totale di 9.000 volontari verso l'Abruzzo, per attaccare l'esercito borbonico da nord in una manovra cosiddetta "a tenaglia", che venne quindi annullata. 

Successivamente il Washington, al comando del capitano di corvetta Francesco Baldisserotto (poi promosso capitano di fregata da Garibaldi), seguì l'avanzata delle truppe garibaldine sino a Napoli, trasportandone i rifornimenti. La nave è nota tuttavia soprattutto per aver trasportato lo stesso Giuseppe Garibaldi, il 9 novembre 1860, da Napoli a Caprera, dove aveva deciso di ritirarsi: alle due del 9 novembre il condottiero s'imbarcò sul Washington, che sette ore più tardi salpò alla volta dell'isola sarda.

### Nel Regno d'Italia
Sorto il Regno d'Italia e disciolta la Marina Dittatoriale Siciliana, il Washington, che era in un primo momento passato alla Marina del Regno di Sardegna, entrò in servizio, il 17 marzo 1861, nella neocostituita Regia Marina italiana, come pirotrasporto ad elica.
Il Washington fu anche la prima nave ospedale italiana. Su iniziativa del capo del servizio sanitario della Regia Marina dottor Luigi Verde, che aveva constatato la difficoltà di trasportare i feriti in battaglia su navi non attrezzate durante la precedente guerra di Crimea, nei primi mesi del 1866, in vista dell'ormai prossima terza guerra d'indipendenza, il piroscafo venne trasformato in nave ospedale con sistemazioni per 100 degenti. A differenza delle navi ospedale del XX secolo, tuttavia, il Washington, che era qualificato come «ospedale navigante aggregato all'Armata», pur essendo dotato di sistemazioni ed attrezzature mediche, rimaneva a tutti gli effetti una nave ausiliaria: il concetto moderno di nave ospedale protetta e denunciata presso apposite istituzioni internazionali doveva infatti sorgere solo con la Convenzione dell’Aja del 1907. Terminati i lavori di trasformazione, il 17 maggio 1866 il Washington, al comando del luogotenente di vascello Zicavo e con direttore sanitario il dottor Giovannitti, venne aggregato all'armata navale destinata alle operazioni in Adriatico. Con funzioni di nave ospedale l'unità seguì la flotta italiana nei suoi spostamenti da Taranto ad Ancona con partenza il mattino 21 giugno ed arrivo il 25 di pomeriggio. Quando, nella prima mattina del 27 giugno, parte della flotta italiana uscì da Ancona per un inconclusivo confronto con una squadra austroungarica giunta in quelle acque, la Washington dovette trasferire i propri macchinisti sulle cannoniere corazzate Palestro e Varese, il cui personale di macchina, francese (appartenente alle maestranze del cantiere di costruzione, quello di La Seyne-sur-Mer, lo stesso del Washington, ed ancora a bordo perché le due unità erano state da poco completate) si era rifiutato di farsi coinvolgere in uno scontro militare tra nazioni straniere. La nave seguì poi la flotta italiana nel suo trasferimento, il 17 luglio, da Ancona sino all'isola di Lissa, che venne bombardata dalle navi italiane a più riprese tra il 17 ed il 19 luglio. Durante tali operazioni le pirofregate corazzate Castelfidardo ed Ancona e le pirocorvette corazzate Formidabile e Terribile riportarono danni e perdite tra gli equipaggi (in particolare la Formidabile, con 14 morti e 33 feriti), pertanto, il 19 luglio, la Washington imbarcò una trentina di feriti di Formidabile, Terribile ed Ancona. All'inizio della battaglia di Lissa, nel mattino del 20 luglio, la nave si trovava diverse miglia a ponente del resto della flotta, intenta ad imbarcare i feriti della malconcia Formidabile, poi si unì alla flottiglia cannoniere (cannoniere Montebello, Confienza e Vinzaglio, avviso ausiliario Stella d’Italia, pirotrasporto Indipendenza) del capitano di fregata Sandri, che non partecipò alla battaglia. Terminato il combattimento, il Washington partecipò alle operazioni di soccorso dei naufraghi della pirofregata corazzata Re d'Italia (con la quale era scomparso lo stesso Luigi Verde) e della cannoniera corazzata Palestro, rimorchiando poi sino a Manfredonia, il 21 luglio, la cannoniera Confienza, che aveva esaurito il carbone.
Terminata la terza guerra d'indipendenza, il Washington tornò ad assumere le sue funzioni di trasporto.

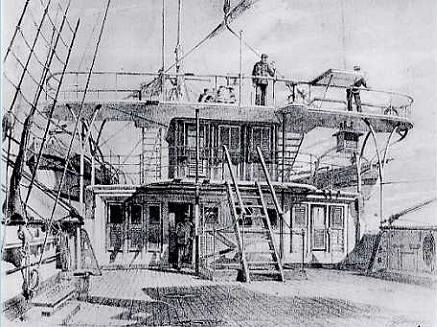
Il ponte di comando del Washington in un’incisione di Alberto Porro del settembre 1885.

Dal 1876 al 1888 il Washington, al comando dapprima del capitano di fregata Carlo Rossi e poi (dal 1878) del parigrado Giovan Battista Magnaghi, venne utilizzato come nave idrografica. In questo periodo la nave effettuò ogni anno campagne di rilevamenti astronomici, geodetici, idrografici ed oceanografici, tra i quali si possono citare la mappatura della baia di Milazzo, compiuta nel 1877 al comando del capitano di fregata Rossi, la triangolazione della Sardegna, effettuata nel 1878 sotto la direzione del comandante Magnaghi (altri rilievi idrografici in acque sarde seguirono nel 1880), la mappatura delle acque dell'Isola d'Elba (1883-1884), del Golfo di Genova e della baia di Catania (1888). Nel 1882-1883-1884 l'unità partecipò ad una campagna talassografica in Mediterraneo (con a bordo, oltre al comandante Magnaghi, anche lo zoologo Enrico Hillyer Giglioli) che permise di scoprire nuove specie che vivevano negli abissi, raccogliendone degli esemplari, e raggiungendo con le misurazioni la profondità di 4067 metri sotto il livello del mare. Nel medesimo periodo vennero svolte campagne oceanografiche nel Tirreno, nello stretto di Gibilterra, nei Dardanelli e nel Bosforo, consentendo di verificare l'esistenza di due correnti continue in senso inverso, una superficiale e una profonda, tra le quali si interponeva uno strato neutro. In tutto tra il 1878 ed il 1888, periodo in cui Magnaghi fu al comando, vennero effettuate undici campagne idrografiche, che portarono alla realizzazione di oltre un centinaio di carte e piani dei porti e 130 vedute di costa. Ancora nel 1892-1893 il piroscafo veniva impiegato per rilevazioni idrografiche, come quella dei porti di Pantelleria e di Reggio Calabria, mentre nel 1891 aveva svolto una campagna talassografica in Sicilia: il suo uso per questo genere di compiti ebbe termine solo nel 1894.
Usato come deposito torpedini a La Spezia a partire dal 1897, il vecchio Washington venne radiato il 25 luglio 1904, dopo mezzo secolo di esistenza, e quindi venduto a privati.